# Gudench Barblan

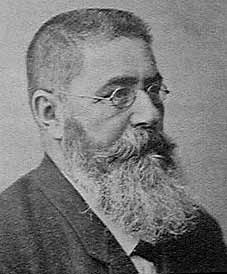
Gudench Barblan

Gudench Barblan (auch Vorname Gaudenz geläufig) (* 24. Januar 1860 in Vnà; † 5. Oktober 1916 in Scuol) war ein Unterengadiner Lehrer, Publizist und Sammler von Kulturgut wie den Übernamen der Engadiner Dörfer. Schweizweite Bekanntheit erlangte er durch den Text der Engadiner Hymne Chara lingua da la mamma.

## Leben und Werk
Er war Sohn des Jon Barblan und der Anna, geborene Thun. Die Volksschule besuchte er in Ramosch, um anschliessend die Matura an der Bündner Kantonsschule in Chur zu absolvieren. Von 1880 bis 1898 wirkte Barblan als Lehrer im Unterengadin, davon anfänglich zwei Jahre in Vnà, später in Ftan.
Im Jahre 1886 wurde er in Sent Lehrer an der neugegründeten ersten Sekundarschule im Unterengadin.
Pädagogisch hing Barblan den Ideen des Herbartianismus an. Von 1898 bis 1914 war er an der Landwirtschaftsschule Plantahof in Landquart tätig. Er förderte dabei moderne landwirtschaftliche Anbaumethoden.
Barblan verfasste zahlreiche Engadiner Schulbücher auf Ladin und betätigte sich als Sammler und Herausgeber heimatkundlicher Literatur.

## Werke
- Poesias ladinas da Gaud. Barblan. Engadin Press Co., Samaden 1908 (Google-Books).